# Jean-Claude Langlois
Jean-Claude Langlois (Saint-Eustache (tegenwoordig Sainte-Marthe-sur-le-Lac), 23 juni 1934 - Saint-Eustache, 4 april 2012) was een Canadese leraar, journalist, zakenman en kranteneigenaar en liefhebber van Franstalige puzzels .
Jean-Claude Langlois was de zoon van Adonel Langlois en Simone Laviolette. Hij was van eenvoudige boerenhet tweede kind in een gezin van twaalf kinderen en de oudste van zeven jongens. In zijn eerste jaren op de lagere school schreef hij bovenaan de bladen van zijn notitieboekjes, het motto is: "Doe wat je doet goed." Hij zou dit motto zijn hele leven volgen.

## Leraar
In 1954 behaalde hij de onderwijsbevoegdheid en werd leraar was aan het Sacré-Cœurcollege en de Jacques-Labrieschool in Saint-Eustache. Hij gaf dertien jaar les aan de Saint-Martin School in Laval. 

## Puzzelmaker
Als liefhebber van kruiswoordraadsels maakte hij eind jaren vijftig zijn eigen diagrammen, die verschenen in de krant "La Victoire". In zijn tijd als leraar aan de Saint-Martinschool bedacht en ontwikkelde hij de woordzoekpuzzel en noemde deze Mots-mystères, ook wel bekend als mots cachés. De puzzels waren in eerste instantie bedoeld voor zijn leerlingen, om vertrouwd te raken met de Franse grammatica. Hij werd redacteur van het tijdschrift Mot-Mystère. Eind jaren zestig besloot hij zijn uitvinding op de markt te brengen en betrad daarmee de zakenwereld. Het is niet duidelijk of hij de eerste was die woordzoekers bedacht. Sommigen schrijven de uitvinding toe aan de Spanjaard Pedro Ocón de Oro of aan Norman Gibat, maar er zijn geen gegevens wanneer de eerste woordzoekpuzzel werd gepubliceerd. Om deze reden kozen historici Gibat vaak als de uitvinder van het tijdverdrijf. Er zijn ook mensen die beweren dat Gibat zich bij het maken van zijn puzzel liet inspireren door de Spaanse versie. Feit is dat geen van hen hun creaties patenteerde en dat is ook de reden waarom woordzoekers zich zo snel over de wereld verspreidden, zonder een gemeenschappelijke en universele puzzelnaam.

## Journalist
In de jaren zestig werkte hij korte tijd als radiopresentator en nieuwslezer. Daarna werkte hij als journalist voor regionale weekbladen, waaronder La Victoire, opgericht door minister en premier Paul Sauvé. Die overgang naar de wereld van de journalistiek betekende dat hij zijn eigen weekblad oprichtte in Saint-Eustache, La Concorde. Het eerste nummer van La Concorde verscheen in oktober 1969. Vervolgens nam hij de kranten La Victoire en L'Awakening over, die hij samenvoegde tot één krant. In 1976 nam hij de krant Nord Info over in de regio Sainte-Thérèse en in de jaren negentig het weekblad La Voix des Mille‑Îles. In de jaren tachtig gaf hij ook kranten uit in Saint-Jérôme en Laval. Naast deze vier onafhankelijke kranten exploiteerden Langlois en de JCL Group ook het distributiebedrijf voor kranten en folders, het Crossword Center dat Mystery word publiceerde.

## Andere activiteiten
Langlois was onder meer voorzitter van de Kiwanis Club Saint-Eustache, de Kamer van Koophandel van Saint-Eustache. Naast zijn vier kranten was Jean-Claude Langlois ook jarenlang betrokken bij Hebdos Québec, een non-profit organisatie die zich richt op de promotie van de lokale en regionale onafhankelijke pers in Quebec.

## Erkenning
In zijn carrière als zakenman ontving hij vele onderscheidingen. Zo ontving hij in 2005 de Ordre des Hebdos du Québec. Langlois werd door de Canadese Kiwanis Foundation benoemd tot lid van de Orde van Mel Osborne. De stad Saint-Eustache kende hem in 2007 de Orde van Saint-Eustache toe. In 2009 ontving hij de National Assembly Medal of Quebec. Twee jaar later werd hij de eerste ontvanger van de Desjardins-prijs, uitgereikt door de Thérèse-De Blainville Economic Development Corporation (SODET) als erkenning voor zijn bijdrage als ondernemer aan de gemeenschap.
In Boisbriand, een stad in de provincie Quebec, werd de rue Jean-Claude-Langlois naar hem als puzzelmaker genoemd.
De oud-directeur en oprichter van de JCL Group stierf in de nacht van 4 april in Saint-Eustachehospitaal op 77-jarige leeftijd. Na zijn overlijden zette zijn familie het bedrijf voort.